# 나마이촌
나마이촌(生井村)은 도치기현의 남부, 시모쓰가군에 속했던 촌이다.

## 역사
- 1889년 4월 1일 - 정촌제 시행에 의해 시모쓰가군 나마이촌이 성립하였다.
- 1955년 4월 25일 - 마마다정과 합병해 새로운 마마다정이 되었다.

## 인구
- 1920년…3,608명
- 1925년…3,525명
- 1930년…3,570명
- 1935년…3,554명
- 1940년…3,503명
- 1947년…4,338명
- 1950년…4,152명